# Akwaterrarium

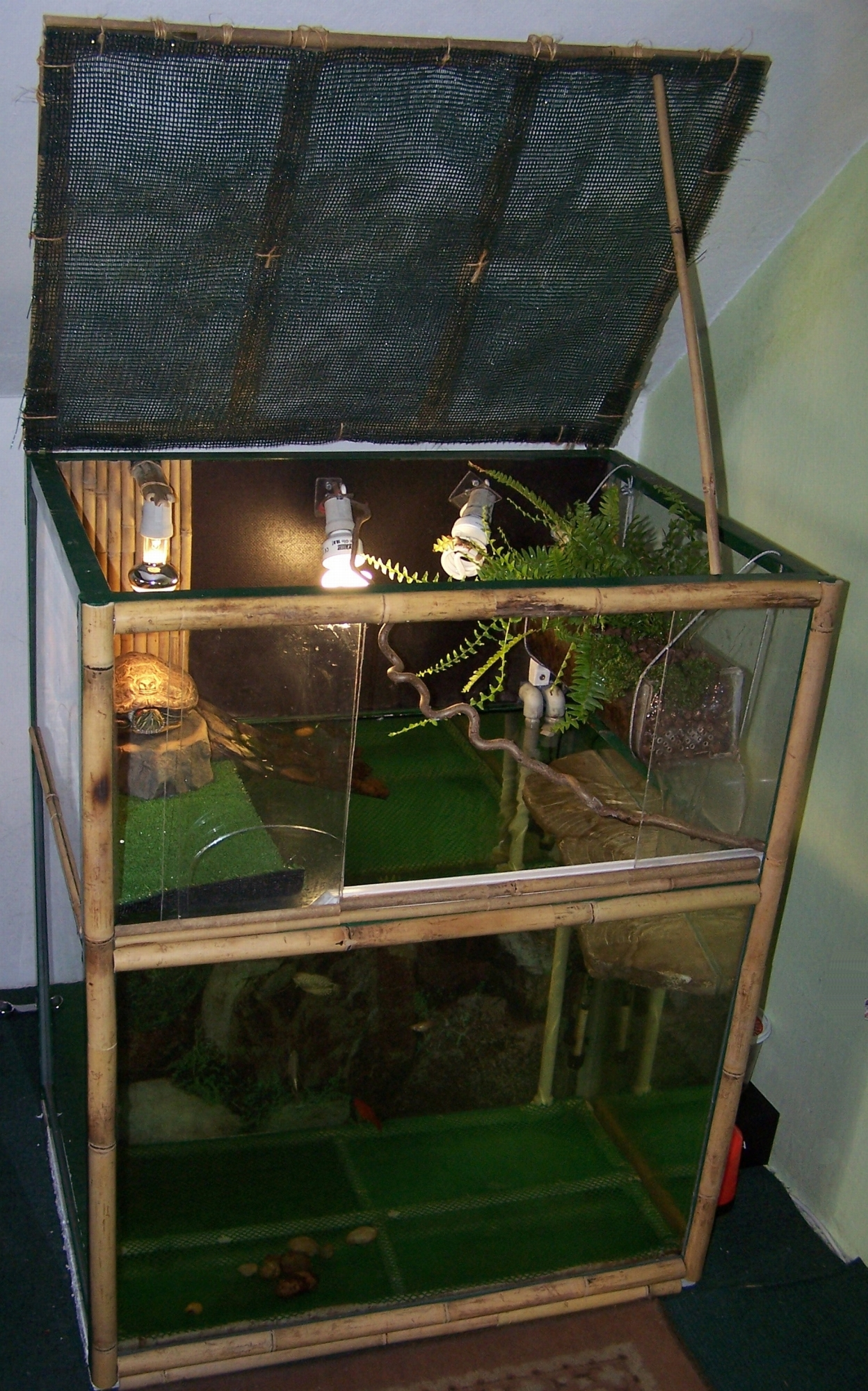
Akwaterrarium w mieszkaniu

Akwaterrarium – odmiana wiwarium zawierająca wycinek przestrzeni wodnej i część służącą jako ląd. Przeznaczone do hodowli zwierząt wodno-lądowych takich jak np. żółwie wodno-lądowe. Najczęściej jest to akwarium wypełnione wodą, a część lądową stanowi podwieszana lub pływająca wysepka, bądź wystające z wody góry kamieni lub korzenie.
Akwaterraria bardzo często występują w akwariach publicznych i oceanariach. W Polsce znajduje się w Aquarium i Muzeum Przyrodnicze w Krakowie. 

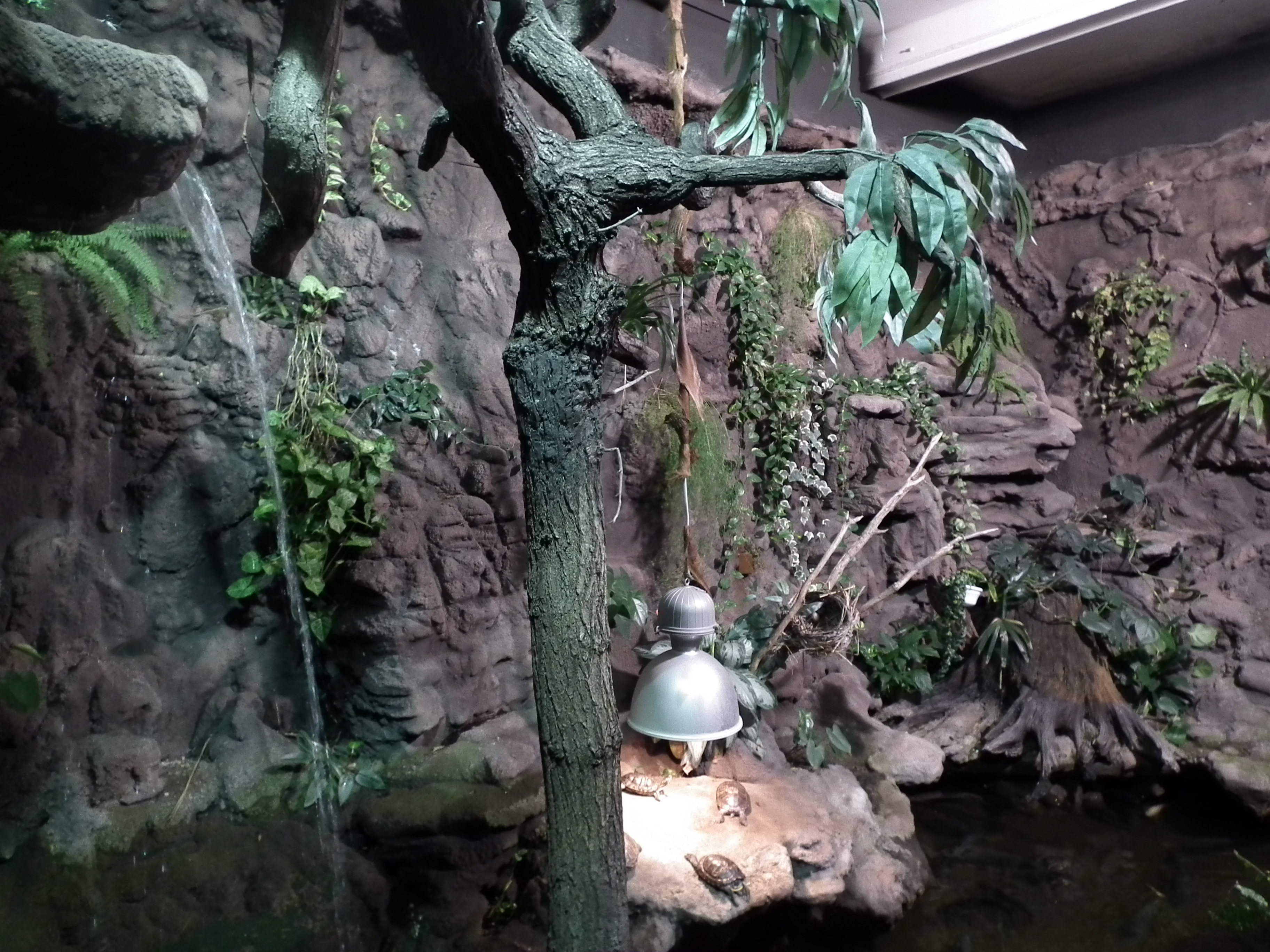
Akwaterrarium w krakowskim Aquarium